# Адаб
Адаб или Удаб је био древну град у Сумеру. 

## Историја
Налазио се између Гирсуа и Нипура, у доњем току између Еуфрата и Тигра. Данас се на том месту налази локалитет Бисмаија. Заштитница Адаба била је богиња Дингирмах. О историји Адаба мало се зна. Херој Лугаланемунд владао је Адабом као „цар све четири стране света“ (сумерски попис краљева). Авански владар Мисилима заузео га је заједно са Умом и Лагашом. Град се спомиње и у попису градова које је разорио акадски краљ Римуш (син Саргонов). 